# Bellange, Moselle
Bellange là một xã trong vùng Grand Est, thuộc tỉnh Moselle, quận Château-Salins, tổng Château-Salins. Tọa độ địa lý của xã là 48° 54' vĩ độ bắc, 06° 34' kinh độ đông. Bellange nằm trên độ cao trung bình là 230 mét trên mực nước biển, có điểm thấp nhất là 217 mét và điểm cao nhất là 327 mét. Xã có diện tích 3,83 km², dân số vào thời điểm 1999 là 44 người; mật độ dân số là 11 người/km². Xã thuộc Pháp từ năm 1766, nằm về phía đông của Metz.

## Thông tin nhân khẩu
| 1962 | 1968 | 1975 | 1982 | 1990 | 1999 |
| ---- | ---- | ---- | ---- | ---- | ---- |
| 59   | 66   | 52   | 50   | 35   | 44   |